# Michał Cegielski
Michał Cegielski (ur. 1877, zm. 1 stycznia, 18 maja lub 20 maja 1943) – polski rolnik, Sprawiedliwy wśród Narodów Świata, ofiara zbrodni wołyńskiej.

## Życiorys
Urodzony w 1877 roku. Prowadził gospodarstwo rolne we wsi Żabokrzyki Małe (powiat dubieński w województwie wołyńskim). Przed II wojną światową był sołtysem tej wsi.
Podczas okupacji niemieckiej od 1942 roku Michał Cegielski ukrywał w ziemiance na terenie swojego gospodarstwa cztery Żydówki, siostry z rodziny Spektorów, które uciekły z getta. Spektorowie byli przedwojennymi sąsiadami Cegielskiego. 
Ukraińska policja dwukrotnie bezskutecznie przeszukiwała gospodarstwo Cegielskiego w nadziei schwytania Żydów.
Michał Cegielski został zabity przez Ukraińców, którzy przybyli obrabować jego dom i zażądali od niego wydania Żydówek. Cegielski odmówił, za co został zabity na miejscu (Jad Waszem podaje, że został zasztyletowany). Według jednej wersji mord odbył się 1 stycznia 1943, według innej - 18 lub 20 maja 1943.
Witryna zbrodniawolynska.pl jako miejsce zamieszkania Michała Cegielskiego i mordu na nim podaje Zagaje-Dąbrowę, wieś odległą o 2 km od Żabokrzyków Małych.
Po śmierci Michała opiekę nad Żydówkami przejęła jego rodzina. Trzy z ukrywanych sióstr dotrwały do końca wojny. 

## Upamiętnienie
W 2021 roku Instytut Jad Waszem podjął decyzję o pośmiertnym uhonorowaniu Michała Cegielskiego tytułem Sprawiedliwego wśród Narodów Świata. 